# Grand Prix Kanady 1978
Grand Prix Kanady 1978 (oryg. Grand Prix du Canada) – ostatnia runda Mistrzostw Świata Formuły 1 w sezonie 1978, która odbyła się 8 października 1978, po raz pierwszy na torze Circuit Gilles Villeneuve.
17. Grand Prix Kanady, 11. zaliczane do Mistrzostw Świata Formuły 1.

## Klasyfikacja
| Legenda oznaczeń w tabelach wyników Wyświetl szablon na nowej stronie | Legenda oznaczeń w tabelach wyników Wyświetl szablon na nowej stronie                                                                     |
| Oznaczenie                                                            | Wyjaśnienie |
| --------------------------------------------------------------------- | --- |
| Złoty                                                                 | Zwycięzca lub mistrzostwo |
| Srebrny                                                               | 2. miejsce lub wicemistrzostwo |
| Brązowy                                                               | 3. miejsce lub II wicemistrzostwo |
| Zielony                                                               | Ukończył, punktował (w klasyfikacji generalnej, gdy zdobył co najmniej jeden punkt na przestrzeni sezonu, poza trzema powyższymi opcjami) |
| Niebieski                                                             | Ukończył, nie punktował (w klasyfikacji generalnej, gdy nie zdobył co najmniej jednego punktu na przestrzeni sezonu)                      |
| Czerwony                                                              | Nie zakwalifikował się (NZ) |
| Czerwony                                                              | Nie prekwalifikował się (NPK) |
| Różowy                                                                | Nie ukończył (NU) |
| Różowy                                                                | Niesklasyfikowany (NS) (w klasyfikacji generalnej, gdy nie został sklasyfikowany w żadnym wyścigu sezonu)                                 |
| Czarny                                                                | Zdyskwalifikowany (DK) |
| Czarny                                                                | Wykluczony (WYK/EX) |
| Biały                                                                 | Nie wystartował (NW) |
| Biały                                                                 | Kontuzjowany (K/INJ) |
| Biały                                                                 | Wyścig odwołany (OD/C) |
| Bez koloru                                                            | Został wycofany (WYC/WD) |
| Bez koloru                                                            | Nie przybył (NP/DNA) |
| Bez koloru                                                            | Nie brał udziału w treningach (NT/DNP) |
| Bez koloru                                                            | Nie został zgłoszony (–) |
| Pogrubienie                                                           | Start z pole position |
| Kursywa                                                               | Najszybsze okrążenie wyścigu |
| †                                                                     | Nie ukończył, ale jego rezultat został zaliczony ze względu na przejechanie więcej niż 90% dystansu wyścigu.                              |
| *                                                                     | Sezon w trakcie |
| 1/2/3                                                                 | Punktowana pozycja w sprincie kwalifikacyjnym                                                                                             |
| Lista systemów punktacji Formuły 1                                    | |

| Pos | No | Kierowca              | Konstruktor        | Okrążeń | Czas/powód NU    | Poz. Start. | Punktów |
| --- | -- | --------------------- | ------------------ | ------- | ---------------- | ----------- | ------- |
| 1   | 12 | Gilles Villeneuve     | Ferrari            | 70      | 1:57:49.196      | 3           | 9       |
| 2   | 20 | Jody Scheckter        | Wolf-Ford          | 70      | +13.372 sek.     | 2           | 6       |
| 3   | 11 | Carlos Reutemann      | Ferrari            | 70      | +19.408 sek.     | 11          | 4       |
| 4   | 35 | Riccardo Patrese      | Arrows-Ford        | 70      | +24.667 sek.     | 12          | 3       |
| 5   | 4  | Patrick Depailler     | Tyrrell-Ford       | 70      | +28.558 sek.     | 13          | 2       |
| 6   | 22 | Derek Daly            | Ensign-Ford        | 70      | +54.476 sek.     | 15          | 1       |
| 7   | 3  | Didier Pironi         | Tyrrell-Ford       | 70      | +1:21.250        | 18          |         |
| 8   | 8  | Patrick Tambay        | McLaren-Ford       | 70      | +1:26.560        | 17          |         |
| 9   | 27 | Alan Jones            | Williams-Ford      | 70      | +1:28.942        | 5           |         |
| 10  | 5  | Mario Andretti        | Lotus-Ford         | 69      | + 1 okrążenie    | 9           |         |
| 11  | 66 | Nelson Piquet         | Brabham-Alfa Romeo | 69      | + 1 okrążenie    | 14          |         |
| 12  | 15 | Jean-Pierre Jabouille | Renault            | 65      | + 5 okrążeń      | 22          |         |
| NS  | 10 | Keke Rosberg          | ATS-Ford           | 58      | + 12 okrążeń     | 21          |         |
| NU  | 26 | Jacques Laffite       | Ligier-Matra       | 52      | Przen. napędu    | 10          |         |
| NU  | 7  | James Hunt            | McLaren-Ford       | 51      | Wypadł z toru    | 19          |         |
| NU  | 55 | Jean-Pierre Jarier    | Lotus-Ford         | 49      | Wyciek oleju     | 1           |         |
| NU  | 31 | René Arnoux           | Surtees-Ford       | 37      | Silnik           | 16          |         |
| NU  | 21 | Bobby Rahal           | Wolf-Ford          | 16      | Probl. z paliwem | 20          |         |
| NU  | 2  | John Watson           | Brabham-Alfa Romeo | 8       | Wypadek          | 4           |         |
| NU  | 1  | Niki Lauda            | Brabham-Alfa Romeo | 5       | Hamulce          | 7           |         |
| NU  | 16 | Hans Joachim Stuck    | Shadow-Ford        | 1       | Wypadek          | 8           |         |
| NU  | 14 | Emerson Fittipaldi    | Fittipaldi-Ford    | 0       | Wypadek          | 6           |         |
| NZ  | 17 | Clay Regazzoni        | Shadow-Ford        |         |                  |             |         |
| NZ  | 19 | Beppe Gabbiani        | Surtees-Ford       |         |                  |             |         |
| NZ  | 37 | Arturo Merzario       | Merzario-Ford      |         |                  |             |         |
| NZ  | 25 | Héctor Rebaque        | Lotus-Ford         |         |                  |             |         |
| NPK | 36 | Rolf Stommelen        | Arrows-Ford        |         |                  |             |         |
| NPK | 9  | Michael Bleekemolen   | ATS-Ford           |         |                  |             |         |